# Las Ketchup
A Las Ketchup spanyol női popkvartett, tagjai négy lánytestvér; Lola, Lucía, Pilar és Rocío Muñoz, akik az andalúziai Córdobából származnak. Legismertebb daluk a 2002-ben áttörő sikert hozó The Ketchup Song (Aserejé) volt, amely több mint 7 millió példányban kelt el világszerte. Debütáló stúdióalbumuk, az Hijas del Tomate kiemelkedő kereskedelmi sikerrel jelent meg 2002 júliusában és mintegy 12 millió példányban kelt el. A kezdeti sikerek után azonban az együttes második albuma, az Un Blodymary (2006) már nem teljesített hasonlóan jól a listákon. Az együttes 2006 óta nem jelentetett meg új lemezt, azonban azóta is aktívan vállalnak fellépéseket közösen Spanyolországban, illetve a világ számos pontján.
A 2006-os Eurovíziós Dalfesztiválon Spanyolországot képviselték Un Blodymary című dalukkal, de mindössze a 21. helyen zártak.

## Albumok
- Hijas del Tomate – 2002
- Un Blodymary – 2006

## Kislemezek
- Aserejé – 2002
- Kusha las payas – 2003
- Un Blodymary – 2006